# FC 브라쇼브
FC 브라쇼브(루마니아어: FC Brașov)는 브라쇼브를 연고로 하는 루마니아의 축구 클럽이다. 현재는 리가 I에 참가하고 있다.

## 성적
- 리가 I: 준우승 1회 (1959–60)
- 리가 II: 우승 6회 (1956, 1967–68, 1979–80, 1983–84, 1998–99, 2007–08), 준우승 2회 (1976–77, 1978–79)
- 발칸컵: 우승 1회 (1960–61)

## 역대 감독
| 감독                  | 임기        |
| --------------------- | ----------- |
| 코스티커 슈테퍼네스쿠 | 1986 ~ 1989 |
| 러즈반 루체스쿠       | 2003 ~ 2004 |
| 러즈반 루체스쿠       | 2007 ~ 2009 |
| 비오렐 몰도반         | 2009 ~ 2010 |
| 아우렐 치클레아누     | 2013        |